# Kirghizistan ai Giochi paralimpici
Il Kirghizistan ha fatto il suo debutto ai X Giochi paralimpici estivi, disputatisi ad Atlanta nel 1996, e da allora ha partecipato in ogni edizione delle Paralimpiadi estive, anche se con delegazioni esigue formate da non più di tre atleti. Per quanto riguarda i Giochi invernali, il paese ha debuttato nel 2014 a Soči.
Gli atleti kirghisi hanno gareggiato solo nel powerlifting. Tutti sono stati uomini e nessuno ha mai vinto una medaglia alle Paralimpiadi. Il più vicino possibile a farlo è stato il sesto posto di Roman Omurbekov nell'evento fino a 52 kg ai Giochi del 2004, con un sollevamento di 135 kg.